# Coronacrisis in Afrika
De coronacrisis in Afrika begon in februari 2020 en werd veroorzaakt door het virus SARS-CoV-2. Het aantal slachtoffers liep al snel op, van 5287 besmettingen en 172 doden op 31 maart, tot 88.172 besmettingen en 2834 doden op 19 mei 2020.
Het agentschap van de Afrikaanse Unie voor volksgezondheid, Africa Centres for Disease Control and Prevention (Africa CDC), ondersteunde de lidstaten in hun aanpak van de pandemie, en bracht met cijfergegevens de spreiding van de infectie in kaart.

## Landen

### Algerije
Op 25 februari 2020 werd de eerste melding van het virus in Algerije gedaan. Het betreft een Italiaanse man die 17 februari vanuit Italië naar het land vloog, aldus de staatsomroep.

### Congo (DRC)
De eerste besmetting in Congo (DRC) werd vastgesteld op 10 maart, waardoor de DRC het 11e Afrikaanse land was met een geval van COVID-19.  De eerste besmette patiënten waren allemaal uit het buitenland gearriveerd. De meeste gevallen situeerden zich in april 2020 in de hoofdstad Kinshasa, en verder in de kustprovincie Neder-Congo, en in Haut-Katanga.

### Egypte
Het Egyptisch ministerie van Volksgezondheid bevestigde op 14 februari de eerste besmetting van het virus op de Internationale luchthaven van Caïro.

### Kameroen
Op 6 maart werd de eerste besmetting in Kameroen vastgesteld.

### Marokko
Op 2 maart 2020 werd de eerste besmetting met het coronavirus in Marokko gemeld. Het betreft een 39-jarige Marokkaanse man die met een vlucht vanuit Bergamo, Noord-Italië op 27 februari terugkeerde in Marokko. Tijdens deze vlucht heeft hij vermoedelijk contact gehad met 104 medepassagiers. Ieder van hen is geïdentificeerd en degenen van hen die hoog risico lopen zijn in quarantaine geplaatst.

### Nigeria
Op 27 februari 2020 werd de eerste besmetting in Nigeria bevestigd, dit betrof tevens de eerste besmetting in Sub-Sahara.

### Senegal
Op 2 maart 2020 werd de eerste besmetting met het virus in Senegal bevestigd.

### Togo
Op 6 maart 2020 werd de eerste besmetting in Togo bevestigd door de Togolese autoriteiten. Het betrof een 42-jarige Togolees die door Duitsland, Frankrijk, Turkije en Benin heeft gereisd voordat zij terugkeerde in Togo.

### Tunesië
Op 2 maart 2020 werd de eerste besmetting in Tunesië bevestigd. Het betrof een Tunesische man die terugkeerde vanuit Italië.

### Zuid-Afrika
Op 5 maart 2020 kondigde Zweli Mkhize, de Zuid-Afrikaanse minister van Volksgezondheid, aan dat een 38-jarige man die onlangs naar Italië had gereisd is besmet met het virus en daarmee de eerste besmetting is in Zuid-Afrika. Hij reisde met een groep en zijn vrouw en keerde 1 maart 2020 terug in Zuid-Afrika. Op 3 maart meldde de man zich met symptomen bij een private zorgverlener en ging toen in isolatie. De dokter ging zelf ook in isolatie. Epidemiologen en clinici van de National Institute for Communicable Diseases zijn in KwaZoeloe-Natal erop uitgestuurd.